# ماورو ريبيرو
ماورو ريبيرو (بالإنجليزية: Mauro Ribeiro) ولد بتاريخ 19 يوليو 1964 في كوريتيبا، هو دراج برازيلي سابق في صنف سباق الدراجات على الطريق. سبق أن شارك في دورة الألعاب الأولمبية الصيفية.

## سجل النتائج

### سباقات أو مراحل فاز بها
- طواف فرنسا

## وصلات خارجية
- الموقع الرسمي

## روابط خارجية
- ماورو ريبيرو على موقع أرشيف الدراجات (الإنجليزية)
- ماورو ريبيرو على موقع إحصائيات الدراجات الإحترافية (الإنجليزية)
- ماورو ريبيرو على موقع أوليمبيديا (الإنجليزية)